# Estanya (Baixa Ribagorça)
Estanya és una llogaret pertanyent al municipi de Benavarri, a la Baixa Ribagorça, actualment dins de la província d'Osca.
Situat a 716 msnm al centre de la serra que separa les aigües de la Sosa (Cinca) i del riu Guard (Noguera Ribagorçana). En les seves rodalies es troben dues llacunes, unides per un dren, anomenades Estany de dalt (o petit) i Estany de baix (o gran).

## Monuments
- Església de Sant Romà, renaixentista amb nombroses modificacions posteriors.[3]
- Ermita de Sant Esteve, d'estil romànic popular, del segle xii.